# (10386) Romulus
Ne doit pas être confondu avec Romulus (lune).
(10386) Romulus est un astéroïde de la ceinture principale.

## Description
Son diamètre moyen est d'environ 21,41 km. Découvert en 1996, il possède une orbite ayant un demi-grand axe égal à 3,2473194 UA et une excentricité de 0,0880061, inclinée par rapport à l'écliptique de 22,98354°.
Son découvreur, l'astronome italien Vincenzo Silvano Casulli, a voulu le dédier à Romulus, roi de Rome.
Il ne doit pas être confondu avec Romulus (lune) qui est satellite de l'astéroïde (87) Sylvia.